# 블루 아워 (영화)
《블루 아워》(일본어 원제: ブルーアワーにぶっ飛ばす→블루 아워에 내던지다)는 2019년 개봉한 일본의 영화로, 카호와 한국의 심은경이 주연한 영화이다. 일상에 지친 30살 스나다(카호)가 할머니의 병문안을 위해 돌아가고 싶지 않았던 고향으로 자유로운 친구 키요우라(심은경)와 함께 떠나는 로드 무비이다.
감독은 하코타 유코(箱田優子)로, 이 작품이 데뷔작이다. 시세이도, 닛산에서 일했던 CF 감독 출신으로, 자신의 자전적인 이야기를 영화화했다. 2016년 쓰타야에서 주최한 시나리오 공모전 TSUTAYA CREATORS' PROGRAM에서 심사위원 특별상을 수상한 각본 〈블루 아워(가제)〉를 바탕으로 만들어졌다.

## 시놉시스
CF 감독인 스나다는 끊임없이 사건이 발생하고 에이전시의 일까지 도맡아야 하는 현장 일에 완전히 질린 상태다. 어느 날 스나다에게 할머니를 방문하러 오라는 엄마의 전화가 걸려온다. 고민하던 스나다는 자유로운 친구 기요우라의 '지금 바로 떠나자'는 말을 듣고, 평소 가고 싶어하지 않았던 고향 이바라키로 떠나기로 결심한다.

## 출연진
- 카호 - 스나다 유카 역
- 심은경 - 기요우라 아사미 역
- 구로다 다이스케 - 스나다 스미오 역
- 덴덴 - 스나다 고이치 역
- 미나미 카호 - 스나다 준코 역
- 와타나베 다이치 - 다마다 아쓰이 역
- 유스케 산타마리아 - 토가시 아키라 역
- 시마다 큐사쿠 - 오고쇼 배우 역
- 이토 사이리 - 낫짱 역
- 오노 아츠코

## 수상 목록
| 연도 | 상                          | 부문             | 수상자        | 결과 | 출처  |
| ---- | --------------------------- | ---------------- | ------------- | ---- | ----- |
| 2019 | 제22회 상하이 국제 영화제   | 아시아신인작품상 | 《블루 아워》 | 후보 |       |
| 2019 | 제22회 상하이 국제 영화제   | 아시아신인감독상 | 하코다 유코   | 수상 |       |
| 2020 | 제74회 마이니치 영화 콩쿠르 | 여우조연상       | 심은경        | 후보 |       |
| 2020 | 제34회 다카사키 영화제      | 여우주연상       | 카호, 심은경  | 수상 | [ 4 ] |